# Harzhornereignis
Koordinaten: 51° 49′ 56,6″ N, 10° 6′ 17,9″ O
Unter dem Begriff Harzhornereignis werden mehrere zusammenhängende Kampfhandlungen zusammengefasst, die zwischen mehreren tausend römischen Legionären und deren Hilfstruppen sowie einer unbekannten Anzahl Germanen um das Jahr 235/236 am Westrand des Harzes auf der Erhebung Harzhorn stattfanden und ein vergleichsweise spätes Beispiel für die militärische Präsenz der Römer in Germanien darstellen.
Die archäologischen Fundplätze befinden sich nahe dem Kalefelder Ortsteil Wiershausen am Nordrand des niedersächsischen Landkreises Northeim und erstreckten sich anfänglich über eine Fläche von 2,0 × 0,5 Kilometern (Stand April 2009). Ende 2010 wurde in etwa drei Kilometern Entfernung ein weiteres umfangreiches Fundareal entdeckt. Beide Fundorte werden von den mit den Untersuchungen beauftragten Wissenschaftlern als spektakuläre Entdeckung von außerordentlicher wissenschaftlicher Bedeutung bewertet: Es sei, neben der Fundregion Kalkriese, das am besten erhaltene antike Schlachtfeld in Europa. Dort ergibt sich die einzigartige Möglichkeit, archäologische Hinterlassenschaften einer im Gefecht befindlichen römischen Armee zu untersuchen.
Bisher wurden rund 1700 Artefakte der Kampfhandlungen gefunden (Stand Sommer 2013). Neben dem Römerlager Hedemünden, dem Fundplatz Bentumersiel, dem Römischen Marschlager von Wilkenburg sowie der Fundregion Kalkriese handelt es sich bei den Fundplätzen rund um das Harzhorn um eine der großen Fundstellen römischer Militaria im norddeutschen Raum. Bedeutend ist dieser Fund auch aufgrund der Einordnung in die historischen Ereignisse zu Beginn der sogenannten Reichskrise des 3. Jahrhunderts. Zuvor wurden in der historischen Forschung derart weiträumige militärische Operationen der Römer für diese Zeit und in diesem Raum nicht für möglich gehalten. Nach aktuellem Stand gilt es dabei als so gut wie gesichert, dass das Gefecht in den Kontext der Germanenkriege des Kaisers Maximinus Thrax in den Jahren 235 und 236 gehört.

## Entdeckung
Einen ersten archäologischen Hinweis auf das Gefechtsfeld am Harzhorn gab es bereits 1990, der als solcher nicht erkannt wurde. Bei Kanalbauarbeiten fand sich in Kalefeld eine 45 Zentimeter lange römische Prunklanze. Es erscheint möglich, dass die Lanze im Verfüllkies einer Kiesgrube am Harzhorn in den Ort gelangt ist.

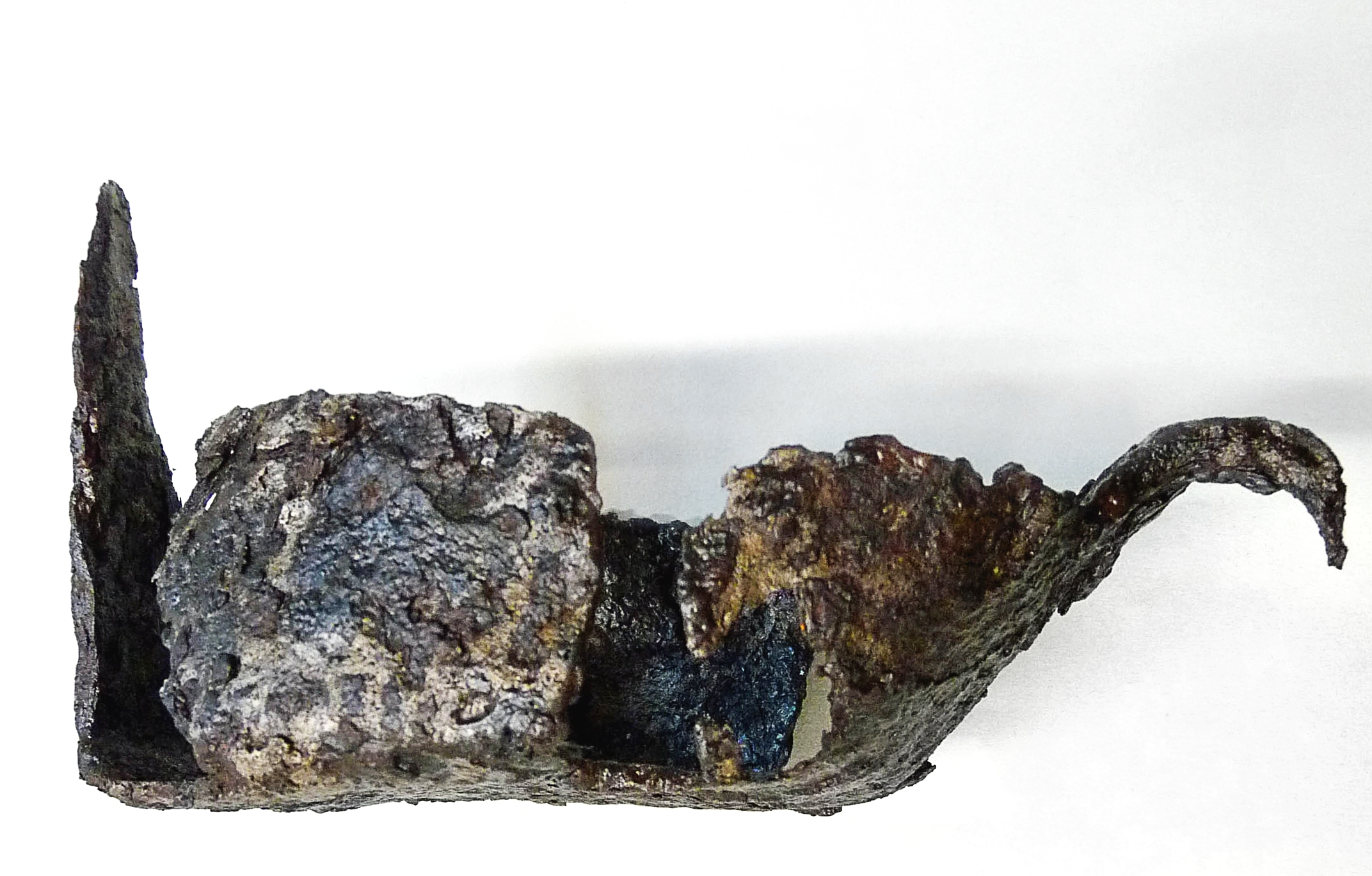
Der „Auslöser“ für die Ausgrabungen am Harzhorn: Der im Jahre 2000 von zwei illegalen Sondengängern gefundene Gegenstand, der sich erst 2008 als römische Hipposandale herausstellte

Laut einer Sage befand sich am Harzhorn, einem Geländesporn über dem Nettetal, unweit des Kalefelder Ortsteils Wiershausen, einst eine Burg. Hier sollen die Ritter Oldit und Dudit gelebt haben. Als ihre Burg im Dreißigjährigen Krieg zerstört wurde, gründeten sie die Ortschaften Oldenrode und Düderode. Auf der Suche nach dieser mittelalterlichen Burg entdeckten zwei Hobbyarchäologen aus Kalefeld als illegale Sondengänger im Jahr 2000 den Fundbereich am Harzhorn. Sie entnahmen mehrere Fundstücke, wie Geschossspitzen, Achsnägel, eine Schaufelhacke und eine Hipposandale, die sie zunächst als mittelalterlich ansahen. Im Jahre 2008 stellte einer der Hobbyarchäologen die Fotos der Fundstücke mit der Frage nach deren Herkunft in einem einschlägigen Internetforum vor. Er bekam darauf die Antwort, dass zumindest eines der gefundenen Stücke aus römischer Zeit stamme. Diese Zuordnung veranlasste ihn im Juni 2008, unverzüglich die zuständige Kreisarchäologin Petra Lönne in Northeim zu informieren.
Die im Spätsommer 2008 einsetzenden archäologischen Untersuchungen deuteten darauf hin, dass sich im Bereich des Harzhornes im frühen 3. Jahrhundert eine umfangreiche militärische Auseinandersetzung ereignet hat. Die öffentliche Bekanntgabe der Entdeckung mit Präsentation der Fundstücke am 15. Dezember 2008 sorgte deutschlandweit für Aufsehen. Sie wurde vom damaligen niedersächsischen Minister für Wissenschaft und Kultur Lutz Stratmann und von Michael Wickmann als Landrat des Landkreises Northeim vorgenommen. In Medienberichten war aufgrund der Pressemitteilung des Niedersächsischen Ministeriums für Wissenschaft und Kultur von einem archäologischen Jahrhundertfund und der Römerschlacht bei Kalefeld die Rede.

## Lage

### Unmittelbares Fundgebiet

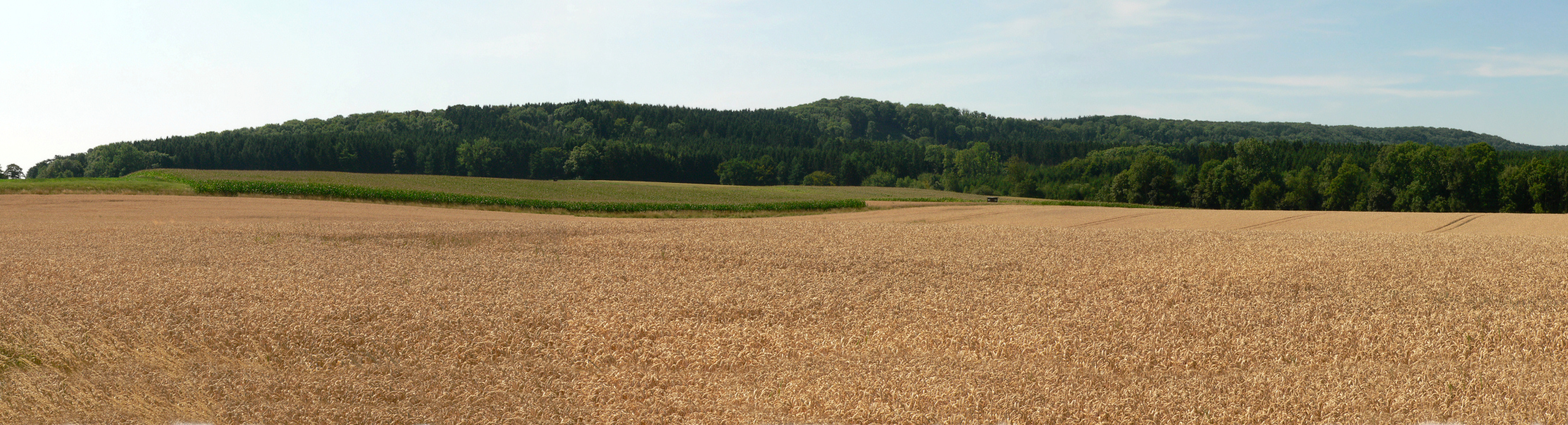
Höhenzug des Vogelberges, links der Bereich des Harzhorns

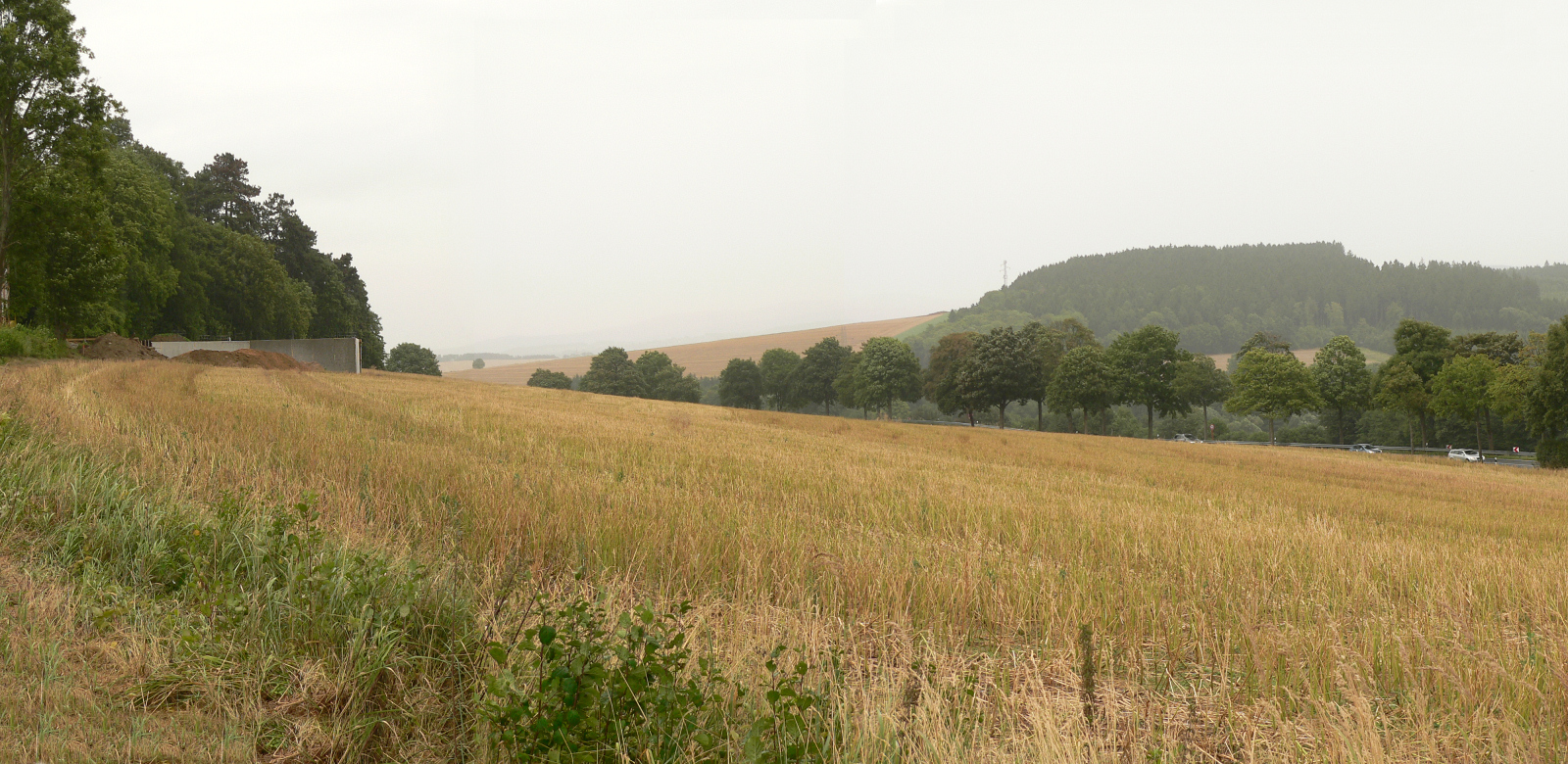
Der Korridor zwischen dem Harzhorn (links) und dem Rodenberg (rechts) mit dem Info-Gebäude im Bau und der B 248 als Allee, 2013

Das Fundgebiet befindet sich etwa einen Kilometer nordöstlich von Wiershausen auf dem etwa zwei Kilometer langen und bewaldeten Höhenzug des Vogelberges (336 Meter über NN.), der in Ost-West-Richtung verläuft. Das engere Fundgebiet ist der östliche Bereich des Vogelberges, der hier die Bezeichnung Harzhorn trägt und spornähnlich ausgebildet ist. Die Erhebung läuft als natürliche Barriere auf den östlich liegenden Harz zu. Das östliche Pendant des Harzhornes bilden der Rodenberg und das Hohe Rott (330 Meter über NN.), dazwischen befindet sich ein schmaler, etwa 600 Meter breiter Durchgangskorridor auf 190 Meter über NN. Die Berge riegeln das Kalefelder Becken gegenüber dem nördlich liegenden Tal der Nette ab, so dass ein Passieren in Nord-Süd-Richtung früher nur durch den Korridor möglich war. Heute verläuft hier die Bundesautobahn 7. Der Flusslauf des Rodenbergbachs am Grund des Durchgangskorridors scheint in früheren Zeiten eine morastige Talniederung gewesen zu sein. Mittelalterliche Hohlwege mieden ihn und verliefen, wie die heutige Bundesstraße 248, am Hang des Harzhornes. Früher handelte es sich um die Route einer historischen Handels- und Heerstraße durch das Leinetal. Auch heute noch stellt das Harzhorn einen Engpass für die Hauptverkehrslinie von Norddeutschland über die hessische Senke in die Wetterau dar.
Das Fundgebiet befindet sich nicht im Bereich des tiefer liegenden Durchgangskorridors, sondern auf dem Höhenzug des Harzhorns, wo die Hänge steil nach Norden abfallen und nur an wenigen Stellen passierbar sind. Laut der derzeitigen Arbeitshypothese (Stand 2014) könnten germanische Truppen den Korridorbereich für die in Richtung Süden marschierenden Römer versperrt haben. Die römischen Truppen hätten daraufhin den Korridor über den Höhenzug umgangen, um sich dort unter anderem über den steilen Nordhang einen Durchbruch mit einem erfolgreichen Infanterieangriff, starker Fernwaffenunterstützung (Torsionsgeschütze, Pfeile) und einer Reiterattacke freizukämpfen.

### Weiteres Fundgebiet

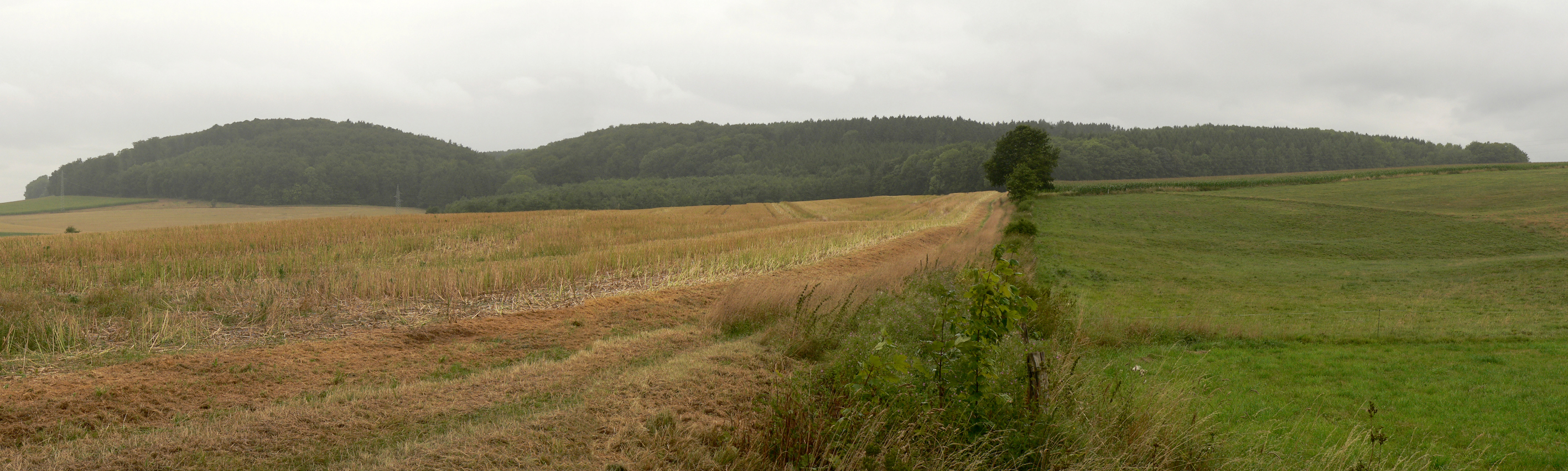
Der Kahlberg, auf dem sich das im Jahre 2010 entdeckte Fundareal befindet

Bereits im Jahre 2009 begannen im weiträumigen Umfeld der Fundstelle Prospektionen, bei denen auch das historische Wegenetz berücksichtigt wurde. Dabei lieferte das eingesetzte Airborne-Laserscanning-Verfahren ein plastisches Geländemodell, unter Ausschaltung der störenden Vegetation durch Bewaldung. Die systematische Suche, insbesondere mit Metalldetektoren, wurde auf einen Umkreis von bis zu zehn Kilometern nach Norden in Richtung Seesen und nach Süden in Richtung Northeim ausgedehnt. Es zeigte sich, dass in landwirtschaftlich genutzten Flächen kaum aussagekräftige Funde zu verzeichnen und in Waldgebieten die Erhaltungs- und Entdeckungsbedingungen sehr unterschiedlich waren.
Im November 2010 wurde in rund drei Kilometern Entfernung südwestlich vom Harzhorn am Kahlberg ein weiteres Fundareal (vermutete Lage) entdeckt. Zu den dort gefundenen Artefakten gehören unter anderem eine römische Dolabra (siehe Fundstücke), ein Teil eines hochkaiserzeitlichen Helms und zwei Denare, die sich ebenso in das Zeitspektrum der bereits gefundenen Münzen am Harzhorn datieren lassen. Zwei dort gefundene Pila wurden vermutlich im Kampf verbogen. Außerdem wurden eine kleine Axt und ein Nackenjoch eines Zugtieres gefunden. Wegen der gefundenen Wagen- und Zugtierausrüstungen kann man hier auf ein Gefecht des römischen Trosses gegen die Germanen schließen, bei dem vor allem Nahkampfwaffen wie Lanzen zum Einsatz kamen.

## Erforschung

### Forscherteam

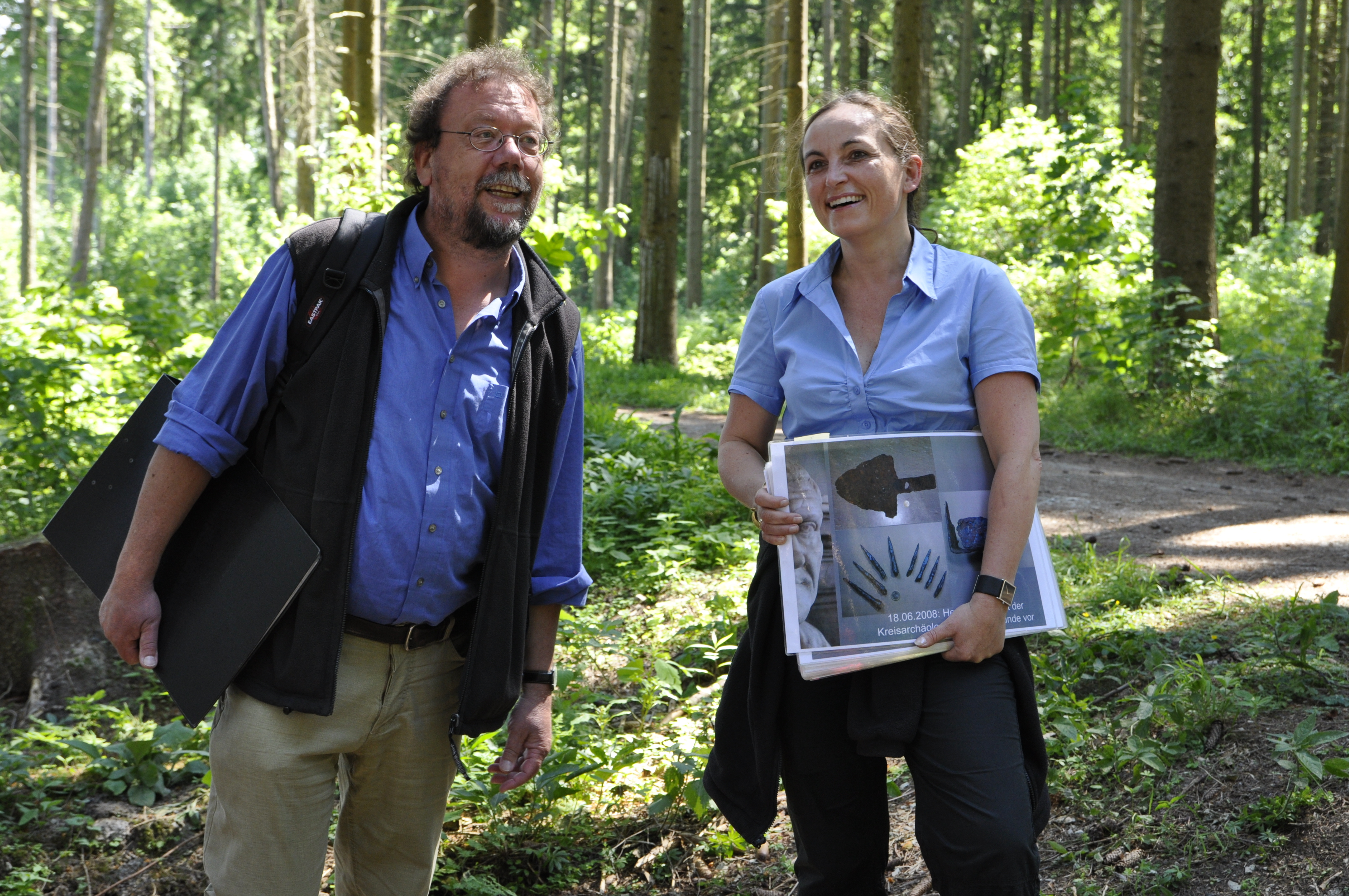
Projektleiter Michael Geschwinde und Kreisarchäologin Petra Lönne vor Ort am Harzhorn im Jahre 2013

Nach der ersten Fundmeldung 2008 formierte sich als Arbeitsgruppe zur Suche und Koordination des weiteren Vorgehens schon bald das Forschungsprojekt Harzhorn. Die Koordination des Projektes erfolgt durch die Kreisarchäologin des Landkreises Northeim Petra Lönne und den niedersächsischen Landesarchäologen Henning Haßmann. Dem Forscherteam gehören darüber hinaus der Bezirksarchäologe Michael Geschwinde vom Niedersächsischen Landesamt für Denkmalpflege (Stützpunkt Braunschweig) als Leiter sowie vom Landesamt der Grabungstechniker Thorsten Schwarz und der Prospektionstechniker Michael Brangs an. Weitere Beteiligte zur wissenschaftlichen Begleitung sind der provinzialrömische Archäologe Günther Moosbauer von der Universität Osnabrück, der Numismatiker Frank Berger vom Historischen Museum Frankfurt, Felix Bittmann vom Niedersächsischen Institut für historische Küstenforschung und der Prähistoriker Michael Meyer vom Institut für prähistorische Archäologie der Freien Universität Berlin. Finanziell gefördert wurde das Forschungsprojekt Harzhorn in den Jahren 2009 und 2010 insbesondere durch das Forschungsförderprogramm „PRO Niedersachsen“ des Niedersächsischen Ministeriums für Wissenschaft und Kultur.

### Archäologische Prospektion
Seit den ersten Funden im Jahre 2008 hielt die archäologische Prospektion im näheren und weiteren Umfeld des Harzhorns über Jahre an. Da anhand der bisherigen Fundstücke die Anwesenheit einer größeren römischen Armeeeinheit anzunehmen war, wurde nach weiteren Kampfplätzen, An- und Abmarschwegen sowie Lagerplätzen geforscht. Ein Team der Kreisarchäologie Northeim und des Niedersächsischen Landesamtes für Denkmalpflege war für die Prospektion verantwortlich. Hierfür kam die Schlachtfeldarchäologie zum Einsatz, deren wichtigste Arbeitsgeräte zur Erforschung von Schlachtfeldern Metalldetektoren sind.

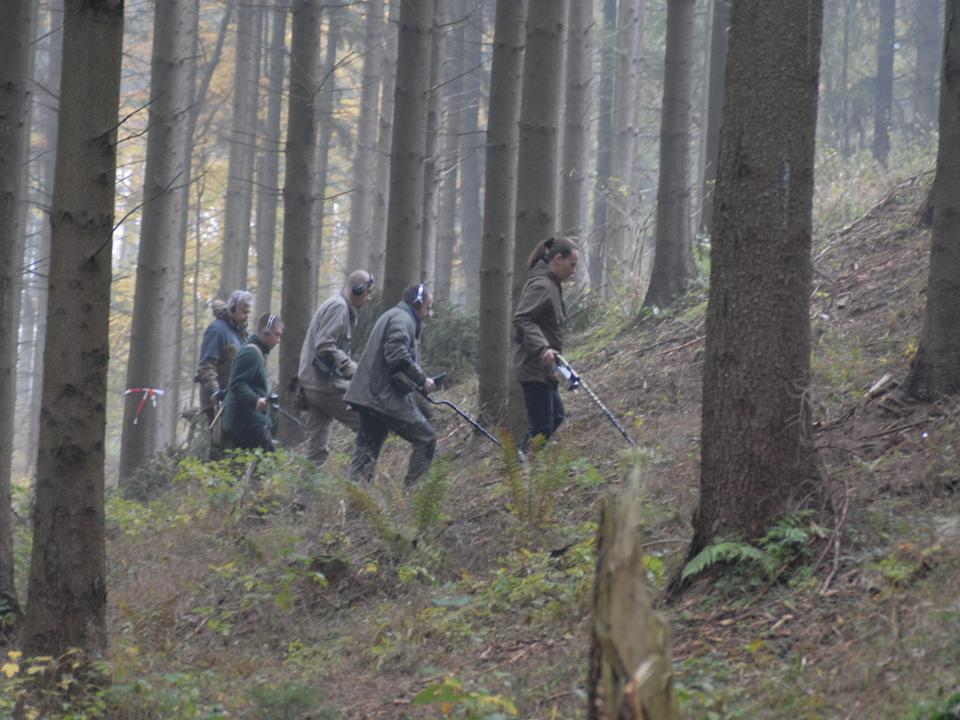
Erste Prospektion der Denkmalpflege mit Metalldetektoren im Jahre 2008

2009 wurden bei den Prospektionsmaßnahmen an einem Steilhang Reste eines römischen Trosswagens gefunden, der im Gefecht hinuntergestürzt sein könnte. Dabei wurden neben Wagenteilen auch Hufschuhe aus Eisen gefunden, die auf Maultiere als Zugtiere schließen lassen. Am Nordhang des Harzhorns fanden sich größere Konzentrationen an Waffen, die auf ein sehr heftiges Kampfgeschehen deuten. So steckten in einem kleinen Hangbereich etwa 40 Katapultprojektile aus Torsionsgeschützen im Erdreich. Anhand ihrer Ausrichtungen ließen sich die Schussrichtungen rekonstruieren. Insgesamt handelt es sich bei den Fundstücken größtenteils um Waffen und Waffenteile, darunter rund 50 Pfeilspitzen, etwa 130 Katapultprojektile, Speerspitzen, Rüstungsteile sowie Nägel von Legionärssandalen (Caligae). Weitere Funde waren römische Hufeisen, Reste eines Kettenhemdes, eine bronzene verzinnte Hülsenscharnierfibel, Zeltheringe und eine Gürtelgarnitur. Von den gefundenen Münzen waren 16 Stück für die zeitliche Einordnung von Bedeutung. Darunter befanden sich zur anfänglichen Überraschung der Forscher, die zunächst eine Datierung in die Zeit des Augustus erwartet hatten (Augusteische Germanenkriege), neun Denare aus der Zeit der severischen Kaiser und zwei Münzen, deren Prägungen sich auf die Jahre ab 228 unter Kaiser Severus Alexander festlegen ließen. Im weiteren Umfeld des Harzhorns wurden bisher nur wenige Waffenteile im Boden geortet. Das könnte sich durch schwächeres Kampfgeschehen, Plünderung, Überlagerung durch Hangabrutsche oder auch durch schlechtere Erhaltungsbedingungen in der dort vorhandenen Bodenstruktur erklären. Für die Störung von Fundsituationen kämen großflächig auch mittelalterliche Anlagen von Wölbackerfluren in Frage.
Obwohl im Jahre 2014 keine Ausgrabung stattfand, wurden bei der oberflächlichen Suche mehrere Hundert Metallfunde geborgen. Zu den Fundstücken gehören Waffenteile, Münzen, Pferdegeschirr und zahlreiche Sandalennägel. Insgesamt seien seit dem Jahre 2008 über 2700 Artefakte aus Metall gefunden worden. Zu erneuten Prospektionsmaßnahmen kam es 2018 beim Ausbau der in der Nähe vorbeiführenden Bundesautobahn 7. Dabei wurden in der Nähe von Oldenrode Schuhnägel von römischen Sandalen aus der Zeit des 3. Jahrhunderts gefunden.

### Ausgrabungen

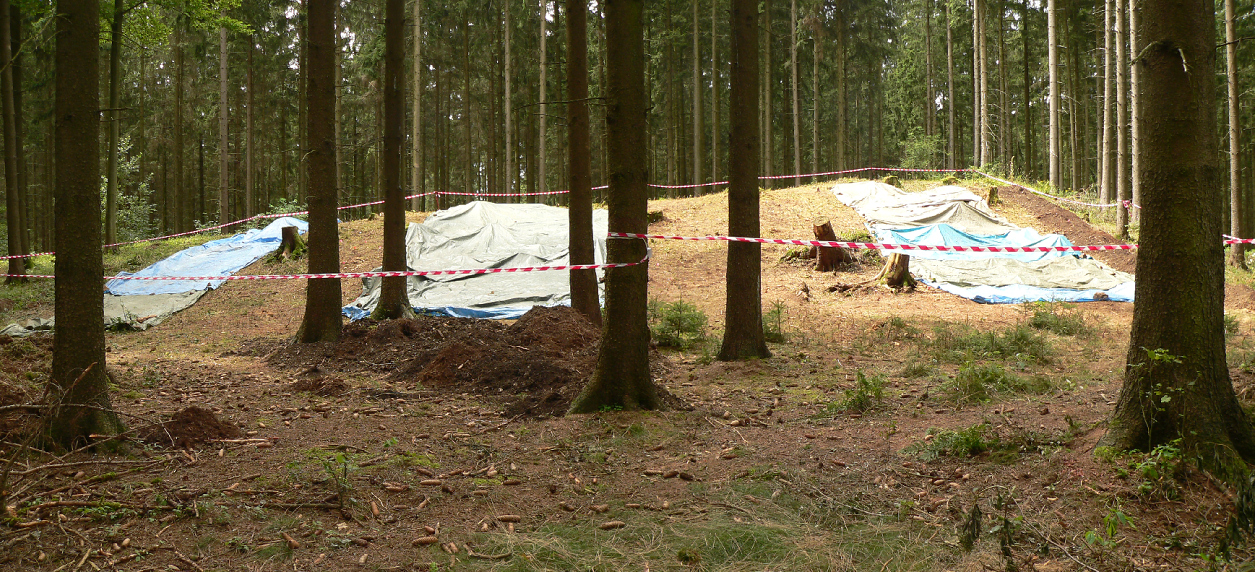
Ausgrabungsareal von 2012 im Kammbereich, abgedeckt mit Planen

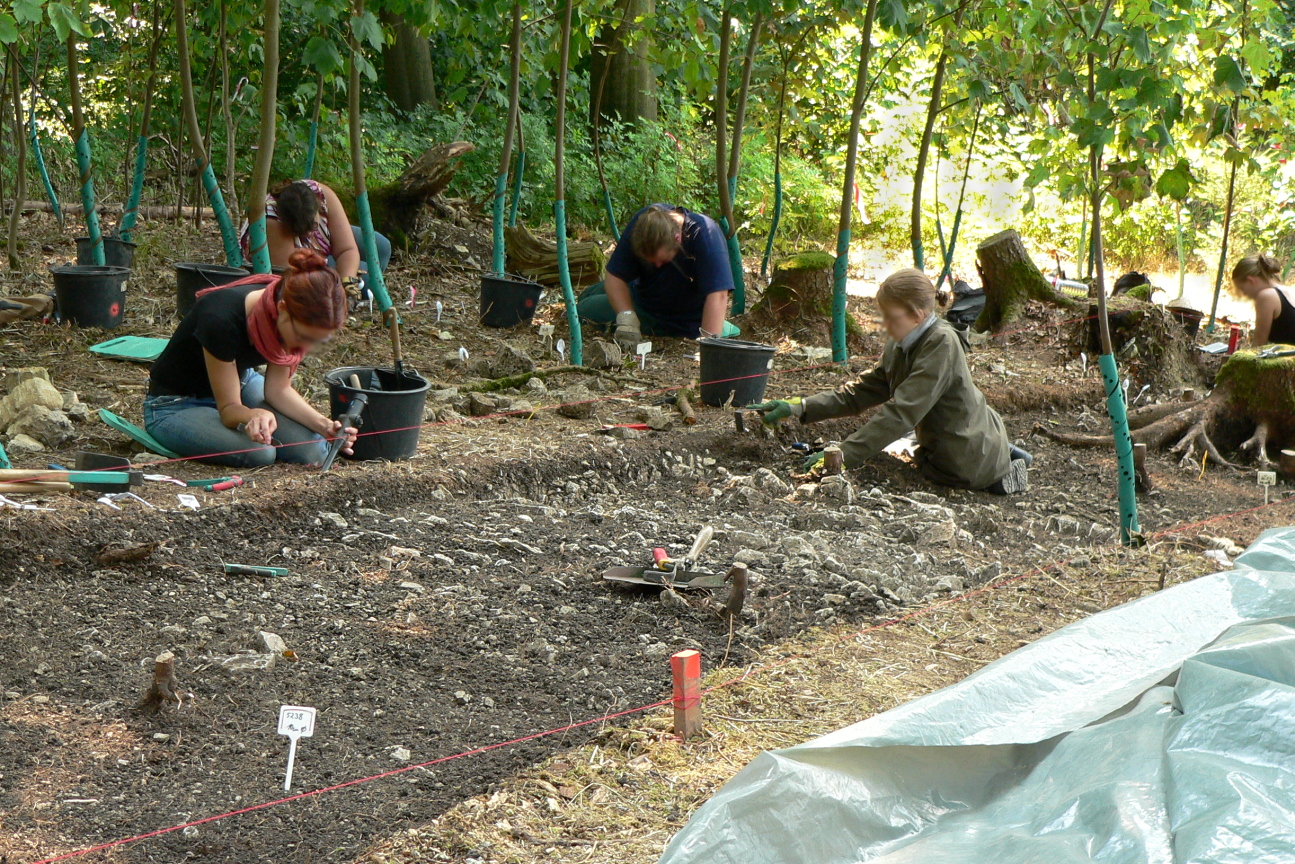
Grabungsschnitt am Rande des bisher prospektierten Hauptkampfgeschehens am Hauptkamm des Harzhorns, 2013

Archäologische Ausgrabungen fanden bisher ausschließlich im unmittelbaren Fundgebiet statt. Dabei wurden die bereits bei der vorausgegangenen Prospektion angewandten Strategien der Schlachtfeldarchäologie intensiviert. Die Grabungen wurden unter Leitung des Prähistorikers Michael Meyer von Studenten des Instituts für prähistorische Archäologie der Freien Universität Berlin durchgeführt, wobei in den Jahren 2009 bis 2013 jeweils mehrwöchige Grabungskampagnen stattfanden. Die Weitläufigkeit des Fundplatzes lässt dabei nur exemplarische Grabungsschnitte zu. Sie fanden bisher in sieben Fundarealen durch 11 Grabungsschnitte statt (Stand: 2010). Die Areale unterscheiden sich vom Fundspektrum wie auch von der Geländesituation.
Im Mittelpunkt der knapp vierwöchigen Ausgrabung im August 2012 stand der östliche Bereich des Bergrückens, auf dem bei früheren Prospektionen mit Metallsuchgeräten eine hohe Konzentration an Schuhnägeln gefunden wurde. Bei der Grabung wurden drei rund 14 Meter lange und bis zu 4,5 Meter breite Grabungsschnitte angelegt, in denen sich Sandalennägel, Pfeilspitzen, Katapultbolzen und eine Speerspitze fanden. Die Grabungskampagne 2013 konzentrierte sich wiederum auf diesen Bereich des Hauptkamms in einem Gebiet mit einer hohen Funddichte an römischen Metallteilen, unter denen Reste eines römischen Kettenhemdes gefunden wurden.

### Rekonstruktion des Kampfgeschehens

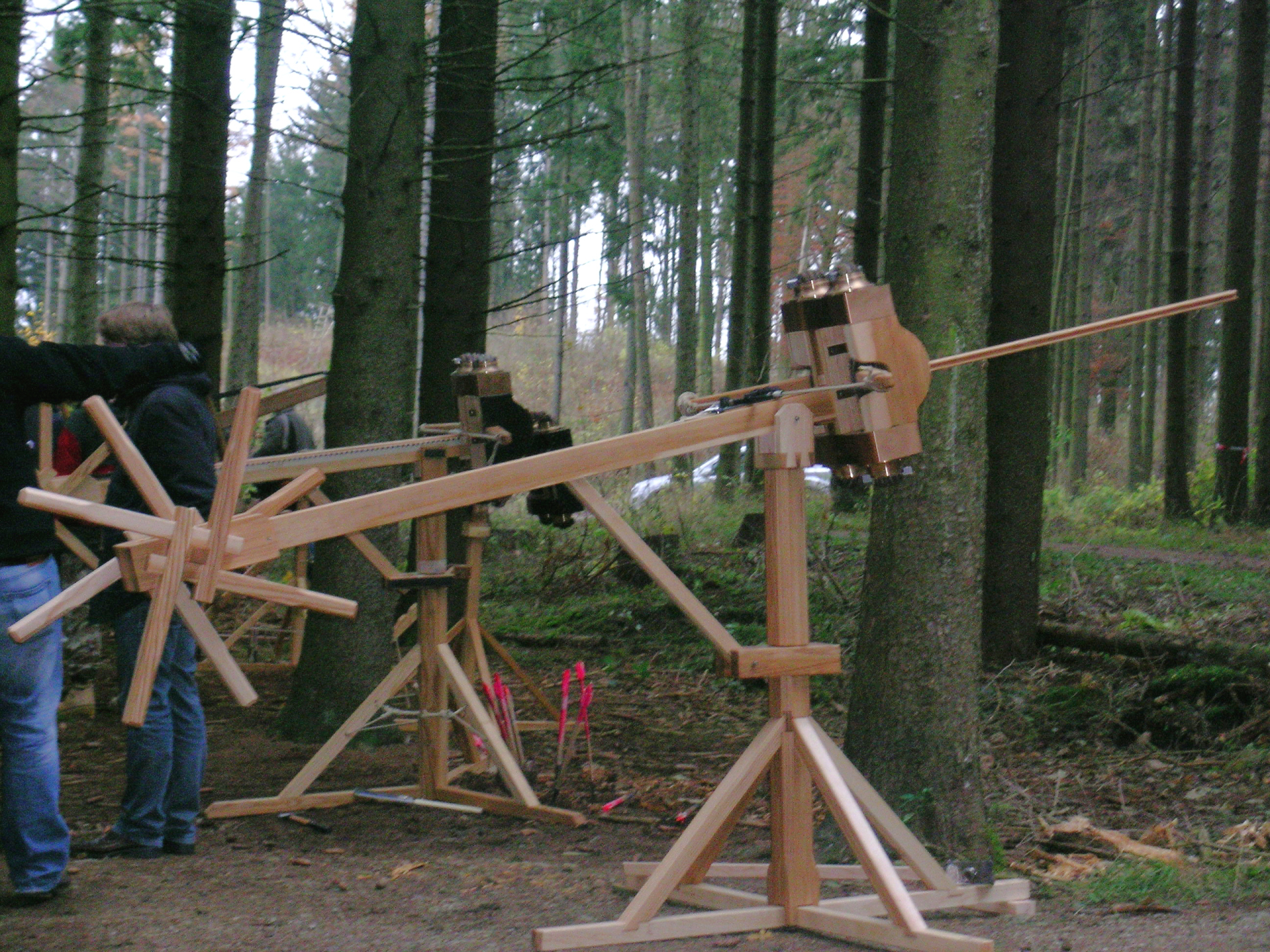
Schussversuche am Harzhornkamm mit nachgebauten römischen Torsionsgeschützen, 2012

Im Rahmen der Prospektionsmaßnahmen ab 2008 fanden Archäologen auf der Höhe des Harzhorns an zwei Stellen Katapultspitzen von Torsionsgeschützen und vermuteten eine weitere Stelle im Tal nahe der heutigen Bundesstraße 248. Seither fanden am früheren Kampfplatz mehrfach Schussversuche mit nachgebauten Torsionsgeschützen statt, um die Durchschlagskraft, Schussentfernung sowie Schussrichtung zu rekonstruieren. Die Geschütze waren jeweils so aufgebaut, dass sie in die Richtung feuerten, wo die Katapultspitzen ausgegraben worden sind. Am 23. November 2012 führten Wissenschaftler und Studierende der Universitäten Osnabrück und Trier sowie der Helmut-Schmidt-Universität Schussversuche mit sechs zum Teil unterschiedlichen Geschütznachbauten durch. Die bis zu 200 Kilogramm schweren Feldgeschütze, deren historische Vorbilder zwischen 200 v. Chr. bis 400 n. Chr. zum Einsatz kamen, wurden von Studierenden der Universitäten und einer Schülergruppe des Gymnasiums Ising nachgebaut. Die Tests führten zu der Annahme, dass die damalige Schussentfernung am Harzhorn bei 150 Metern gelegen haben könnte. Die Geschosse können jedoch anderen Versuchen zufolge auch bis zu 300 Metern weit fliegen.

## Funderhaltungsbedingungen
Die bisherigen Ausgrabungen fanden überwiegend auf dem Hauptkamm des Harzhorns im östlichen Bereich statt, wo eine hohe Funddichte an römischen Gegenständen herrscht. Das Gebiet ist mit Wald bestanden, der zum Gutswald der Familie Freiherr von Oldershausen gehört. In den Hangbereichen herrschen durch Rendzinaböden für die Hinterlassenschaften von historischem Kriegsmaterial ideale Erhaltungsbedingungen durch basisches Bodenmilieu mit Kalkstein im Untergrund und einer dünnen Oberbodendeckschicht aus Humus. Zudem unterblieb in diesen Lagen wegen ihrer Steilheit und dem steinigen Untergrund eine ackerbauliche Nutzung, so dass sich die Funde ungestört in situ erhalten konnten. In flacheren Bereichen mit abgeschwemmtem Boden besteht das Erdreich aus Bodentypen von entkalkter Braunerde, Parabraunerde und Löss, was anscheinend zur regulären Fundzersetzung beigetragen hat. In den flacheren Bereichen kam es dagegen auch schon früher zu landwirtschaftlicher Nutzung durch Wölbacker und dadurch zu Zerstörungen von historischem Material.

## Fundstücke

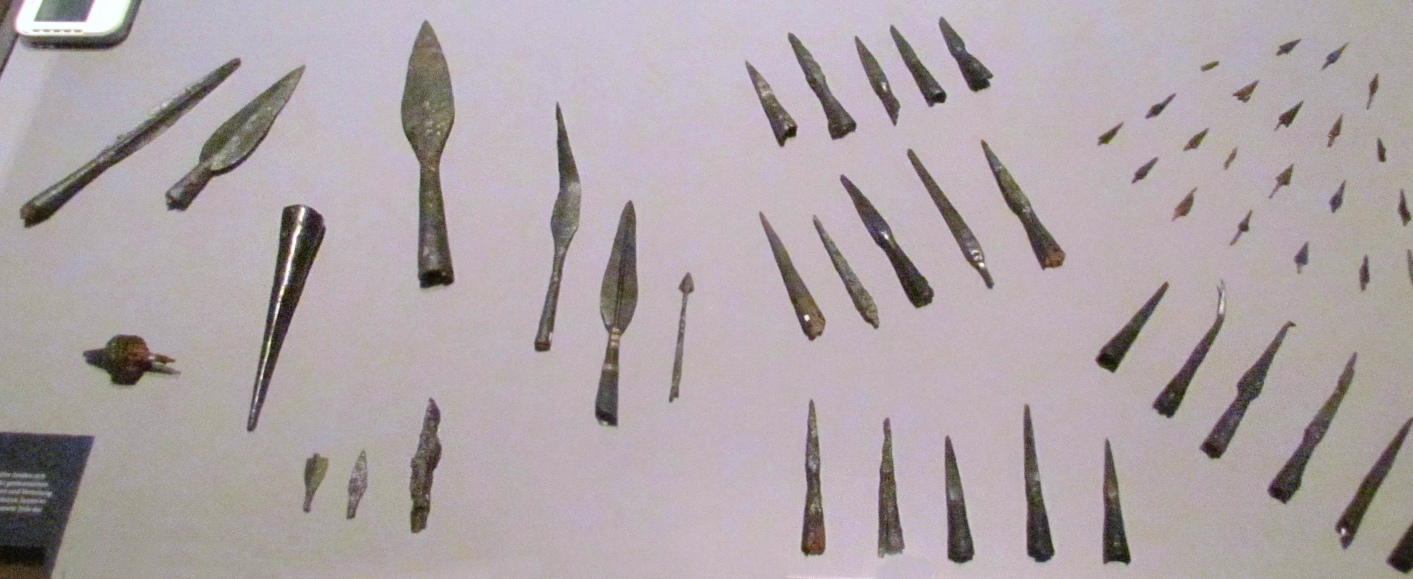
Fundstücke

Die Funddatenbank umfasst bisher rund 3100 Artefakte (Stand Sommer 2013), von denen vorbehaltlich weiterer Untersuchungen etwa 1700 relativ sicher aus dem fraglichen Zeitraum des 3. Jahrhunderts stammen und römischer Herkunft sind. Nur vier Fundobjekte sind nachweisbar germanischen Ursprungs. Die Funde sind zum größten Teil bei Prospektionen mit Metallsuchgeräten gemacht worden. Die größte Fundgruppe besteht aus ca. 1400 römischen Schuhnägeln. Die zweitgrößte Fundgruppe mit 214 Fundstücken umfasst Reste bzw. Geschosse von Fernwaffen, wie Katapultbolzen, Pfeil-, Speer-, Lanzen- und Pilaspitzen. Mehrheitlich sind es Katapultbolzen mit 131 Exemplaren, von denen zahlreiche Bolzen durch die Wucht des Aufpralls verformte Spitzen aufweisen. Die durchschnittliche Länge der Geschosse liegt zwischen 6 und 13 Zentimetern. Bisher wurden 43 Pfeilspitzen gefunden, darunter 24 dreiflügelige Spitzen. Weitere Fundstücke sind eine römische Fibel aus Bronze, Fragmente eines eisernen Kettenhemdes, eiserne Gürtelbesätze, ein eisernes Scheidenblech und ein Thekenbeschlag. 16 Artefakte sind Überreste römischer Wagen, darunter ein bronzener Jochaufsatz für die Leinenführung, Achsnägel, Hipposandalen sowie Teile einer Kandare und einer Trense.
Am Nordosthang des Harzhorns wurde in einer lehmverfüllten Grube der vollständige Vorderbereich eines Pferde- oder Maultierskeletts gefunden. C14-Untersuchungen hierüber und eine gefundene Lanzenspitze lassen darauf schließen, dass das Tier im Verlauf der Kampfhandlungen getroffen wurde und dadurch verendet sein muss. Durch seinen Sturz in eine Baumwurfgrube haben sich die jetzt untersuchten Skelettreste erhalten.

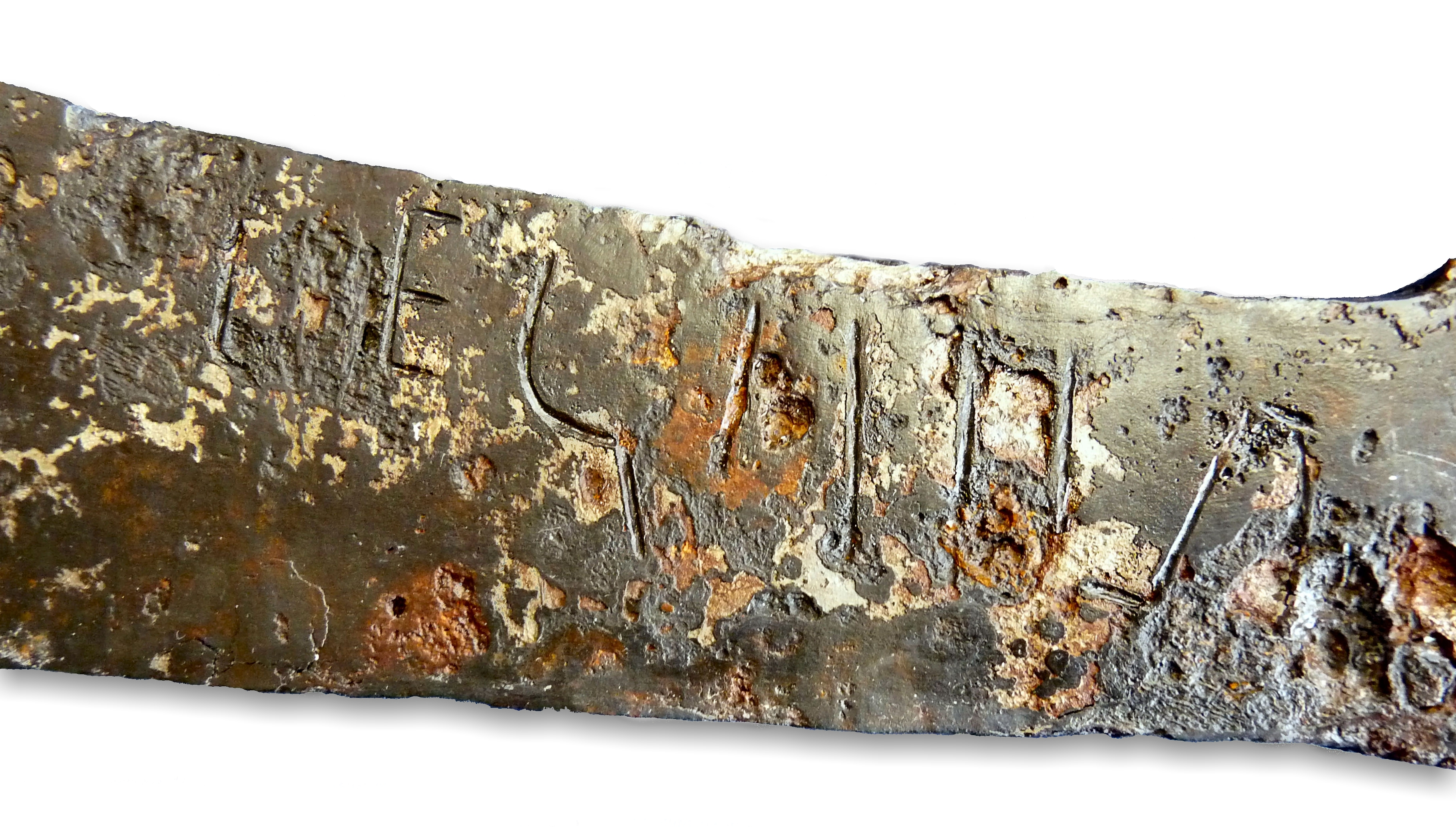
Nahaufnahme der Dolabra mit eingeschlagener Inschrift LEG IIII S A für Legio IIII Flavia Felix

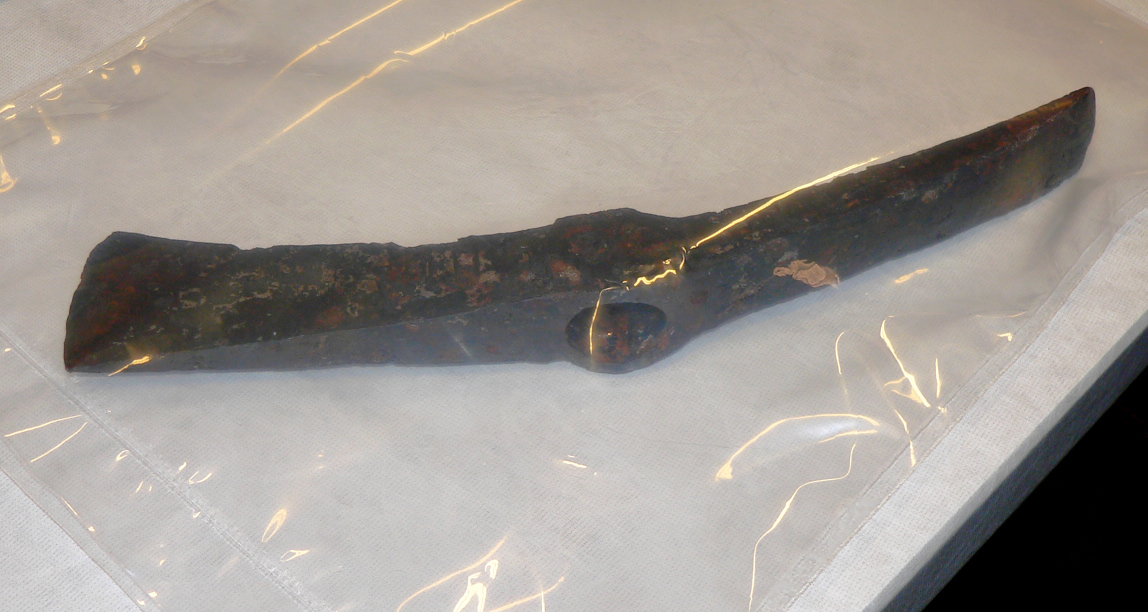
Die 2010 gefundene Dolabra, noch unter Stickstofffolie konserviert

Zu den außergewöhnlichen Funden zählt eine Ende 2010 entdeckte gut erhaltene, fast 2,5 Kilogramm schwere und nahezu 45 Zentimeter lange römische Dolabra. Auf der einen eisernen Seite waren die Zeichen LEG IIII S A eingeschlagen. Der Archäologe Günther Moosbauer konnte gemeinsam mit dem Althistoriker Rainer Wiegels die Inschrift zuordnen. Sie erkannten das Werkzeug anhand der Schriftzeichen als zur Legio IIII Flavia Severiana Alexandriana (oder Legio IIII Flavia Felix) zugehörig. Diese Einheit, die im 3. Jahrhundert ihr Stammlager in Singidunum, dem heutigen Belgrad, in der damaligen römischen Provinz Moesia superior (Obermösien) hatte, galt als besonders schlagkräftig. Der Fund wird als weiterer Beleg für die Beteiligung von Legionären an dem Gefecht gewertet. Prinzipiell ist zwar denkbar, dass sich die Dolabra zuletzt in feindlichen Händen befunden hat, doch kann dies als höchst unwahrscheinlich gelten.
Am 12. August 2013 kam es zu einem weiteren bedeutenden Fund: Am Harzhorn-Hauptkamm, am Rande des bisher prospektierten Hauptkampfgeschehens, wurde eine weitgehend vollständige Lorica hamata, ein römisches Kettenhemd, entdeckt. Die im Laufe der Zeit zu mehreren Metallklumpen korrodierte metallene Kettenrüstung lag nur drei bis zehn Zentimeter unter der Erdoberfläche. Ein Teil des Fundes wurde im Niedersächsischen Landesamt für Denkmalpflege bereits gereinigt und präpariert. Das Hemd stellt einen weiteren bedeutenden Fund dar, denn es ist einerseits fast vollständig erhalten, andererseits sind Funde persönlicher Ausrüstungsgegenstände römischer Legionäre in der Germania magna äußerst selten. Das einzige andere Exemplar, das im heutigen Deutschland gefunden wurde, ist das fast vollständig erhaltene römische Kettenhemd aus dem Thorsberger Moor in Schleswig-Holstein.

Fundstücke
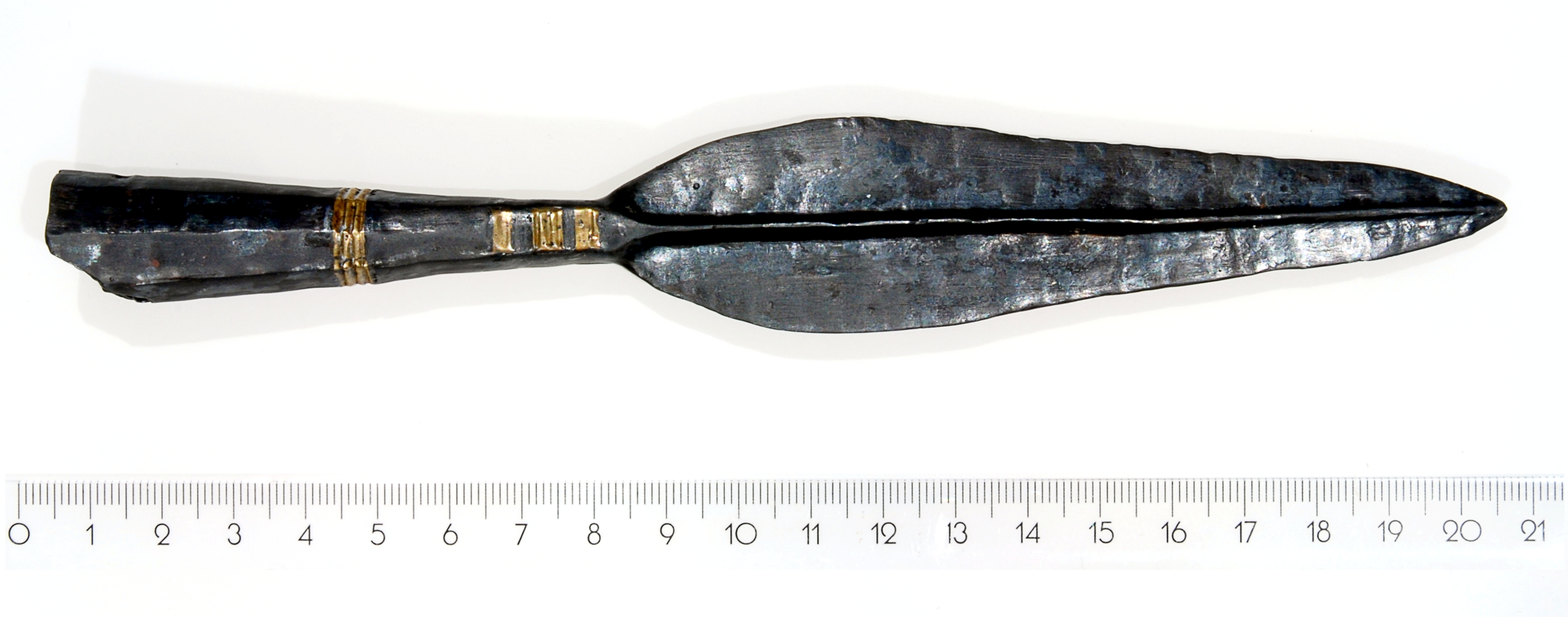
Am Harzhorn gefundene Spitze einer germanischen Lanze mit Tülle und Verzierungen in restauriertem Zustand
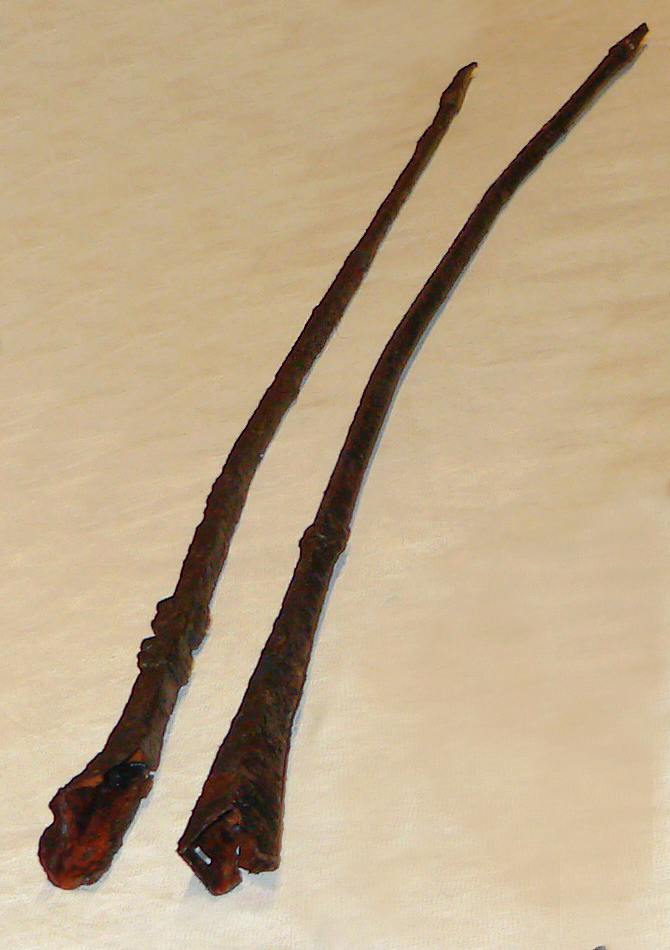
Zwei verbogene Pila
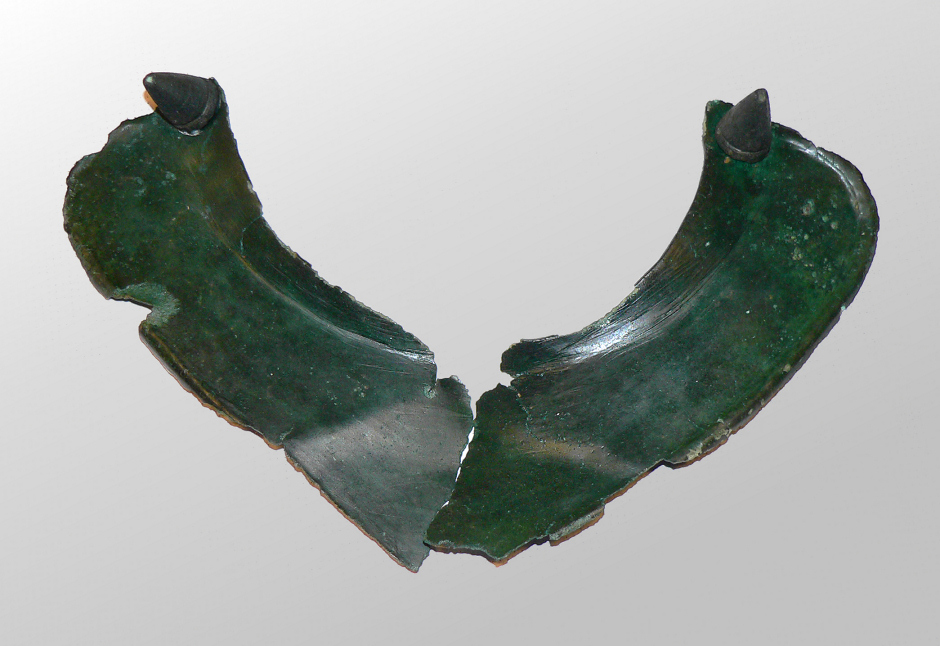
Teil eines römischen Helms vom Typ Niederbieber mit möglicherweise im Kampf entstandener Scharte, links
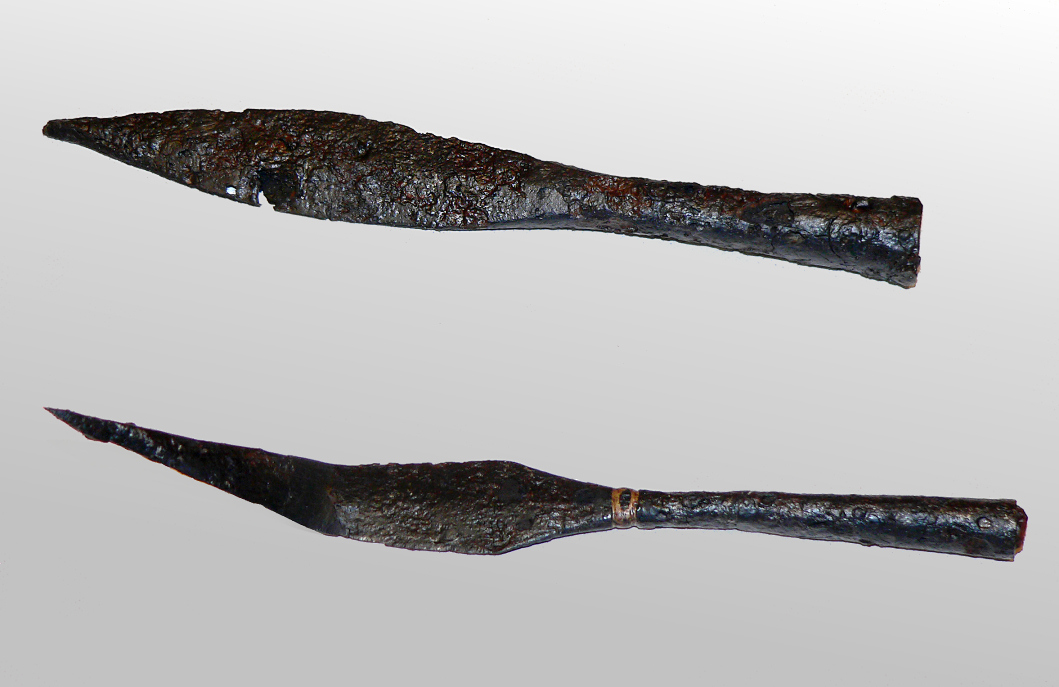
Lanzenspitzen, eine davon könnte im Kampf verbogen worden sein
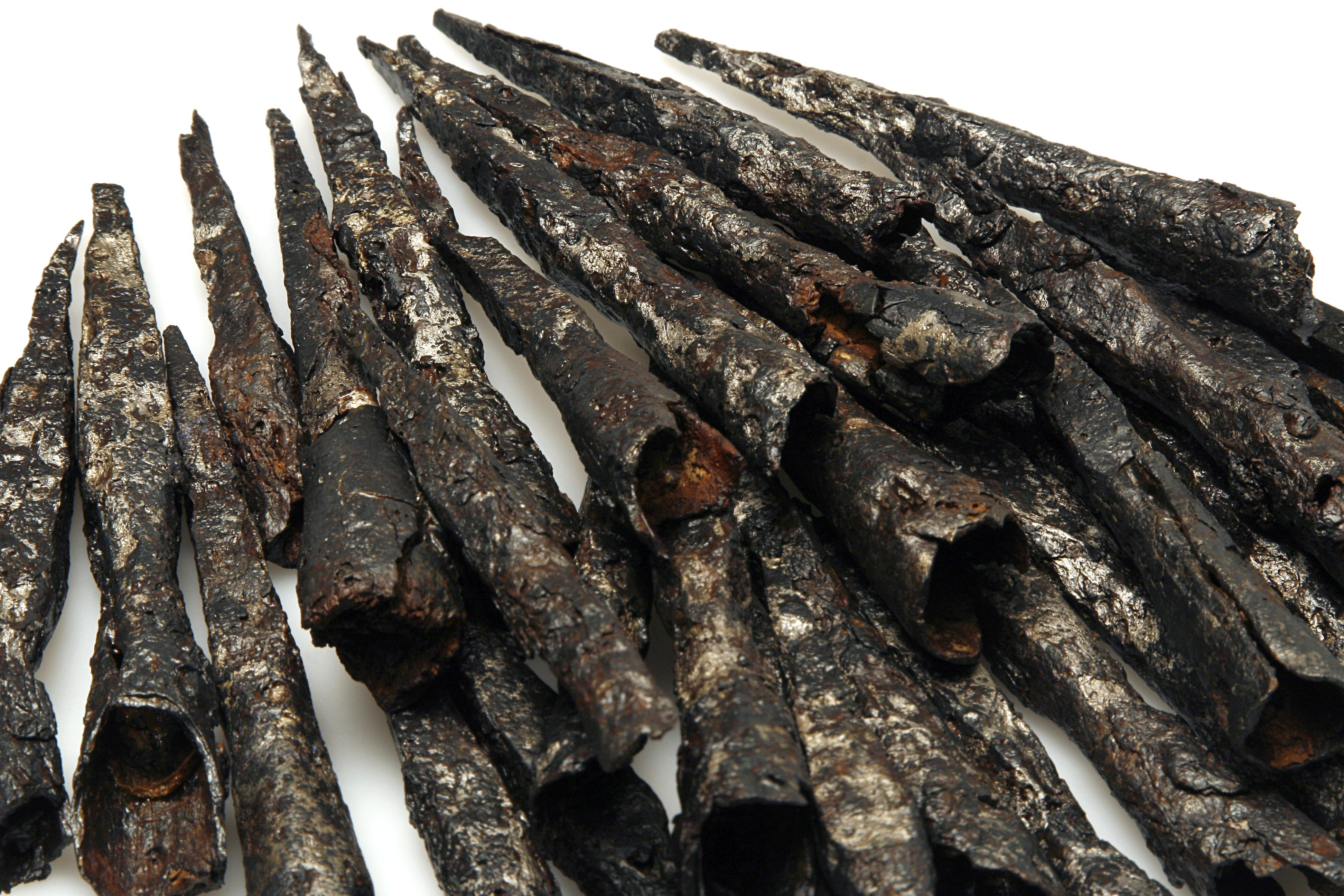
Eiserne Spitzen römischer Katapultgeschosse

## Fundbewertung und Einordnung

### Fundbewertung und Arbeitshypothese

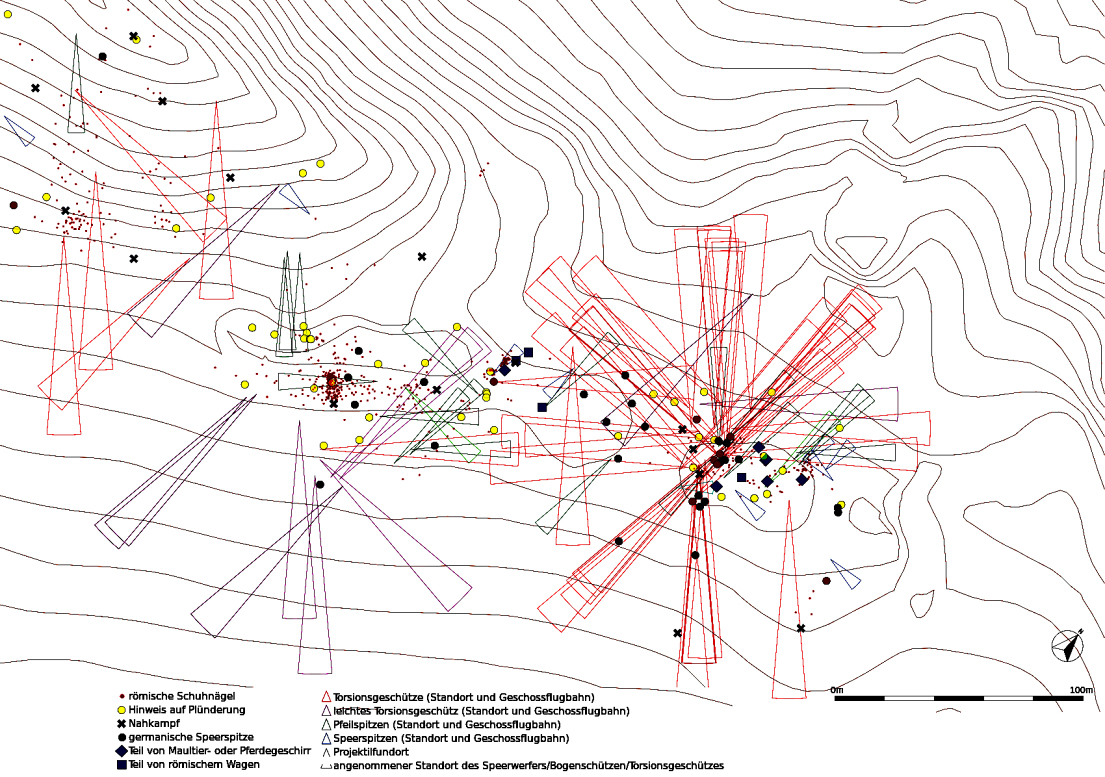
Fundorte von Artefakten der Kampfhandlungen auf dem Kamm. Die Grafik zeigt ermittelte Flugbahnen römischer Katapultgeschosse, Pfeile und Speere. Darüber hinaus ist eine sogenannte „killing zone“ (rechts) erkennbar. Dort war der Beschuss durch römische Torsionsgeschütze so dicht, dass in diesem Bereich höchstwahrscheinlich kein Gegner überleben konnte.

Anhand der archäologischen Funde am Harzhorn gilt bisher nur als sicher, dass ein Angriff mit Katapultprojektilen durch Bogenschützen von Norden nach Süden stattfand. Die verantwortlichen Wissenschaftler sind inzwischen überzeugt, dass die gefundenen Artefakte römischen Legionären und Hilfstruppen zuzuordnen sind. Anfangs wollten einige Forscher nicht völlig ausschließen, dass es sich um eine Auseinandersetzung zwischen germanischen Stämmen gehandelt haben könnte, ausgerüstet mit Waffen aus römischer Produktion. Durch andere Funde, etwa aus dem Thorsberger Moor in Schleswig-Holstein, weiß man, dass im 3. Jahrhundert zahlreiche innergermanische Konflikte ausgetragen wurden, wobei die Krieger auch römische Waffen benutzten. Weitere Funde am Harzhorn, darunter die zahlreichen Katapultprojektile aus Ballisten (Torsionsgeschützen), sprechen nach Ansicht der Wissenschaftler jedoch inzwischen eindeutig dafür, dass hier eine starke römische Einheit, bestehend aus Infanterie, Bogenschützen, schwerer Kavallerie und Artillerie, in einen heftigen Kampf verwickelt war; denn davon, dass Germanen diese speziell römische Kriegstechnik je eingesetzt hätten, ist bislang nichts bekannt. Die Stärke der Römer wird auf mindestens zwei Kohorten (1000 Mann) bis hin zu 9000 Mann geschätzt. Auch andere Fundstücke belegen inzwischen eindeutig die Präsenz kaiserlich-römischer Soldaten. Da sie schwere Torsionsgeschütze und Reisewagen mitführten, kann es sich bei ihnen nicht nur um einen Stoßtrupp gehandelt haben. Aus zeitgenössischen literarischen Quellen wie Herodian weiß man, dass die kaiserlichen Truppen im frühen 3. Jahrhundert im Feindesland oft in mehreren Formationen, sogenannten Säulen von jeweils einigen tausend Mann marschierten. Um eine solche Marschsäule könnte es sich auch in diesem Fall gehandelt haben.
Der Arbeitshypothese zufolge ist es sehr wahrscheinlich, dass sich die römischen Truppen auf einem Marsch, aus dem Norden kommend, befanden. Der nach Süden führende Durchgangskorridor am Harzhorn war offenbar von Feinden versperrt. Allerdings konnten durch die bisherigen Ausgrabungen keine Spuren einer Sperre durch Verhaue oder Pfostenlöcher von Palisaden nachgewiesen werden. Die Legionäre mussten sich ihren Weg unter massivem Waffeneinsatz über den Höhenzug erkämpfen, statt durch die zur damaligen Zeit vermutlich versumpfte Niederung zu marschieren. Zunächst könnte versucht worden sein, die Harzhornanhöhe zu stürmen. Nach dem mutmaßlichen Scheitern dieser ersten Attacke verlegten sich die Römer wohl auf den Einsatz von Fernwaffen. Umgekehrt kann es auch so gewesen sein, dass der Einsatz der Ballisten einem Gegenangriff der Infanterie planmäßig voranging: Nach Ansicht der Ausgräber deutet die hohe Konzentration der Geschosse auf mittlerer Höhe des Hanges darauf hin, dass hier ein germanischer Sturmangriff erfolgte, der in heftiges römisches Feuer geriet. Herodian berichtet, dass das römische Heer damals, im Gegensatz zu den Germanen, Fernwaffen bevorzugte. Die Lage der Funde spricht dabei für einen Erfolg der römischen Einheit, wohl auch dank ihrer überlegenen Militärtechnik. Die Entscheidung scheint durch einen erfolgreichen Flankenangriff der kaiserlichen Reiterei gefallen zu sein. Dass die Römer aber zugleich relativ viel Material auf dem Schlachtfeld zurückließen, deutet darauf hin, dass sie sich weiterhin bedroht fühlten und trotz ihres Sieges rasch weiterzogen. Als Geschehen ist auch ein Überfall der Germanen auf den römischen Tross denkbar, dem die Kampftruppen dann zu Hilfe eilten.
Das 2010 entdeckte weitere Fundareal, etwa drei Kilometer vom Harzhorn entfernt, mit Zeichen einer gleichzeitigen bewaffneten Auseinandersetzung lässt ebenfalls darauf schließen, dass hier eine weiträumige Militäroperation der Römer stattfand, die mutmaßlich ebenso in mehreren Säulen marschierten. Das Gefecht am Harzhorn wird dabei militärisch keine sehr große Bedeutung gehabt haben.

### Zeitliche Einordnung
Wegen des frühen Fundes einer Münze, die den Kaiser Commodus (180–192) abbildet, sowie aufgrund der Ausrüstungsgegenstände vermuteten die Wissenschaftler zunächst lediglich, dass der Kampf nach 180 (Herrschaftsantritt des Commodus) und vor der Mitte des 3. Jahrhunderts stattgefunden haben müsse, als sich die Ausrüstung der römischen Armee erheblich veränderte. Als hypothetische Datierung wurde dabei anfangs allgemein das frühe 3. Jahrhundert erwogen, wobei vor allem die Zeit der Germanienfeldzüge des römischen Kaisers Caracalla (211–217) in Frage kam. Neue Fundmünzen aus der Zeit der Kaiser Elagabal (218–222) und Severus Alexander (222–235) erlauben inzwischen eine weitere zeitliche Eingrenzung; sie schließen den Germanienkrieg Caracallas als Kontext aus und deuten nunmehr mit sehr hoher Wahrscheinlichkeit auf die Regierungszeit des Kaisers Maximinus Thrax (235–238) hin. Der Numismatiker Frank Berger datierte die Schlacht zunächst etwas vorsichtiger auf den Zeitraum zwischen 230 und 235. Die jüngsten bislang gefundenen eindeutig datierbaren Münzen, Denare aus dem Jahr 225, bilden als Schlussmünze einen Terminus post quem. Damit ist der frühestmögliche Zeitpunkt des Gefechts festgelegt. Einige gefundene Speerspitzen hatten zudem noch alte, unverkohlte Holzreste in ihrem Schaft, die mit der C14-Methode auf ein Alter von etwa 1800 Jahren (± 30 Jahre) datiert wurden. Ähnlich, mit der Enddatierung auf 240, fiel die Analyse von ausgegrabenen Knochenresten eines Equiden aus.
Damit ergibt sich in der Kombination des numismatischen und archäologischen Befundes mit den Ergebnissen der naturwissenschaftlichen Untersuchungen ein Zeitfenster von 228 bis etwa 240. Aufgrund der diversen archäologischen und numismatischen Indizien gilt mittlerweile als so gut wie sicher, dass sich das Kampfgeschehen am Harzhorn im Herbst 235 ereignete und in den Kontext des großen Germanienkrieges von Maximinus Thrax gehört, wobei der Numismatiker Reinhard Wolters eine Datierung auf 236 vorgeschlagen hat, da seines Erachtens der römische Vorstoß ins Innere Germaniens, entgegen dem Bericht Herodians, erst im zweiten Herrschaftsjahr des Maximinus erfolgt sei, während es 235 nur zu grenznahen Kämpfen gekommen sei.

### Quellenlage zum Germanenfeldzug 235/236

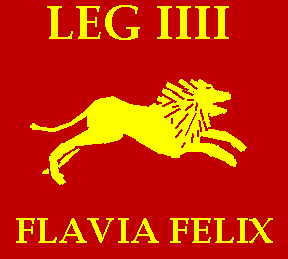
Signum der Legio IIII Flavia Felix

### Geschichtliche Einordnung

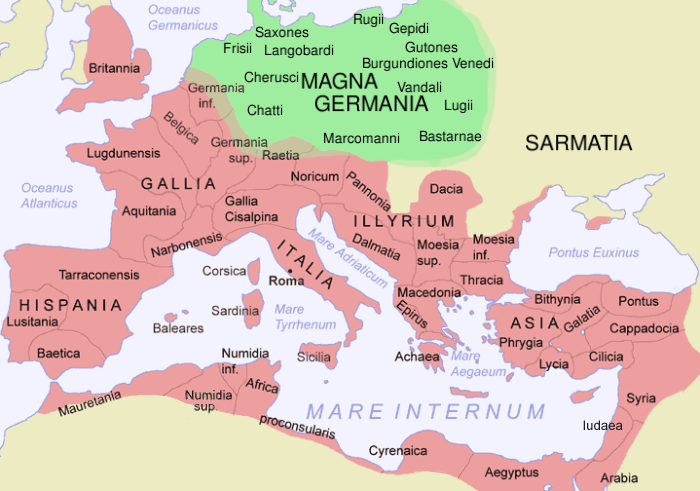
Germania magna und römische Provinzen

#### Konzept und Standort

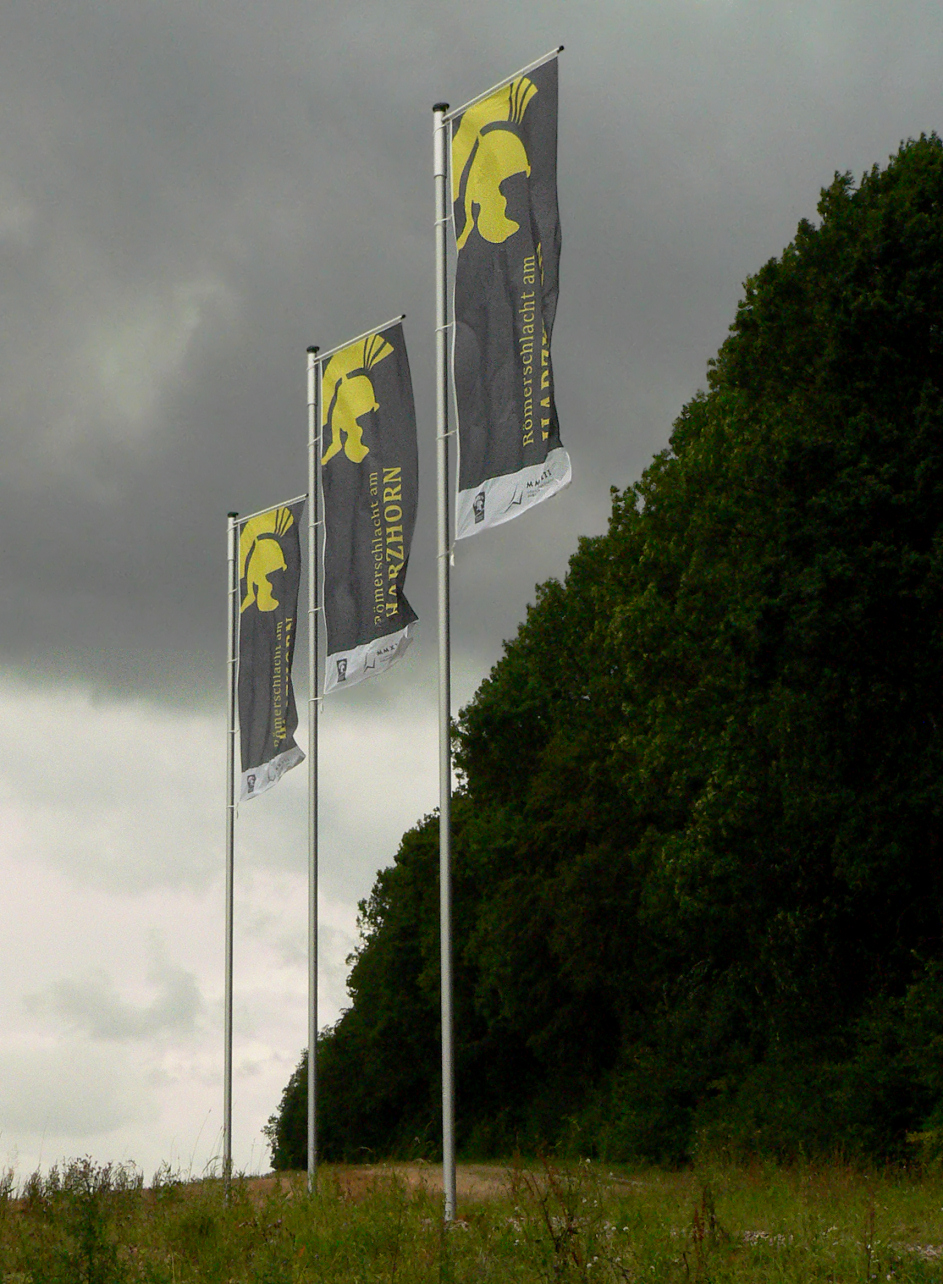
Fahnen am Infogebäude

#### Infrastruktur

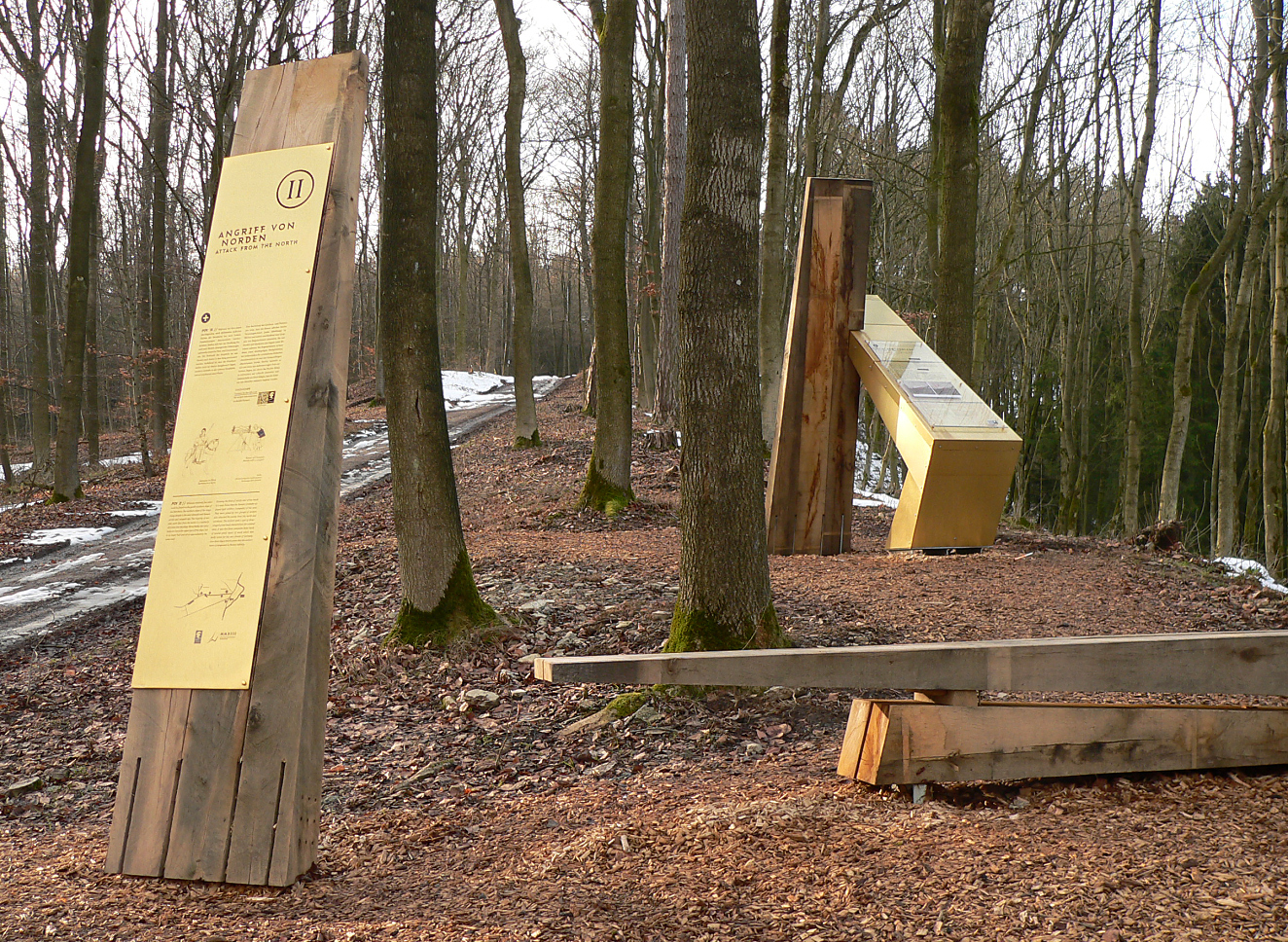
Informationspunkt auf dem Rundweg

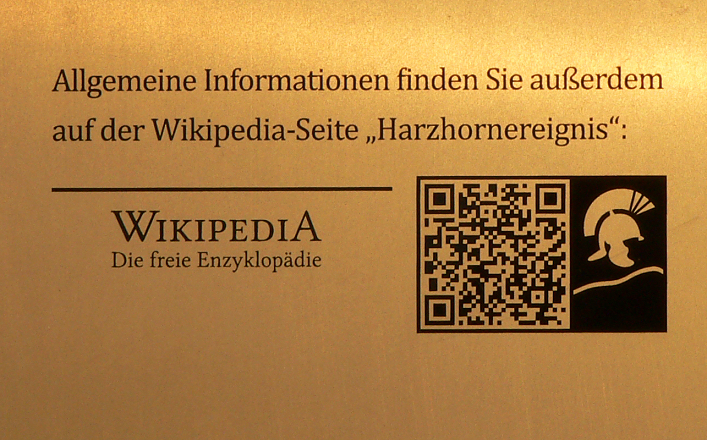
QR-Code an einer InfoStele mit Hinweis auf den Wikipedia-Artikel Harzhornereignis

### Niedersächsische Landesausstellung

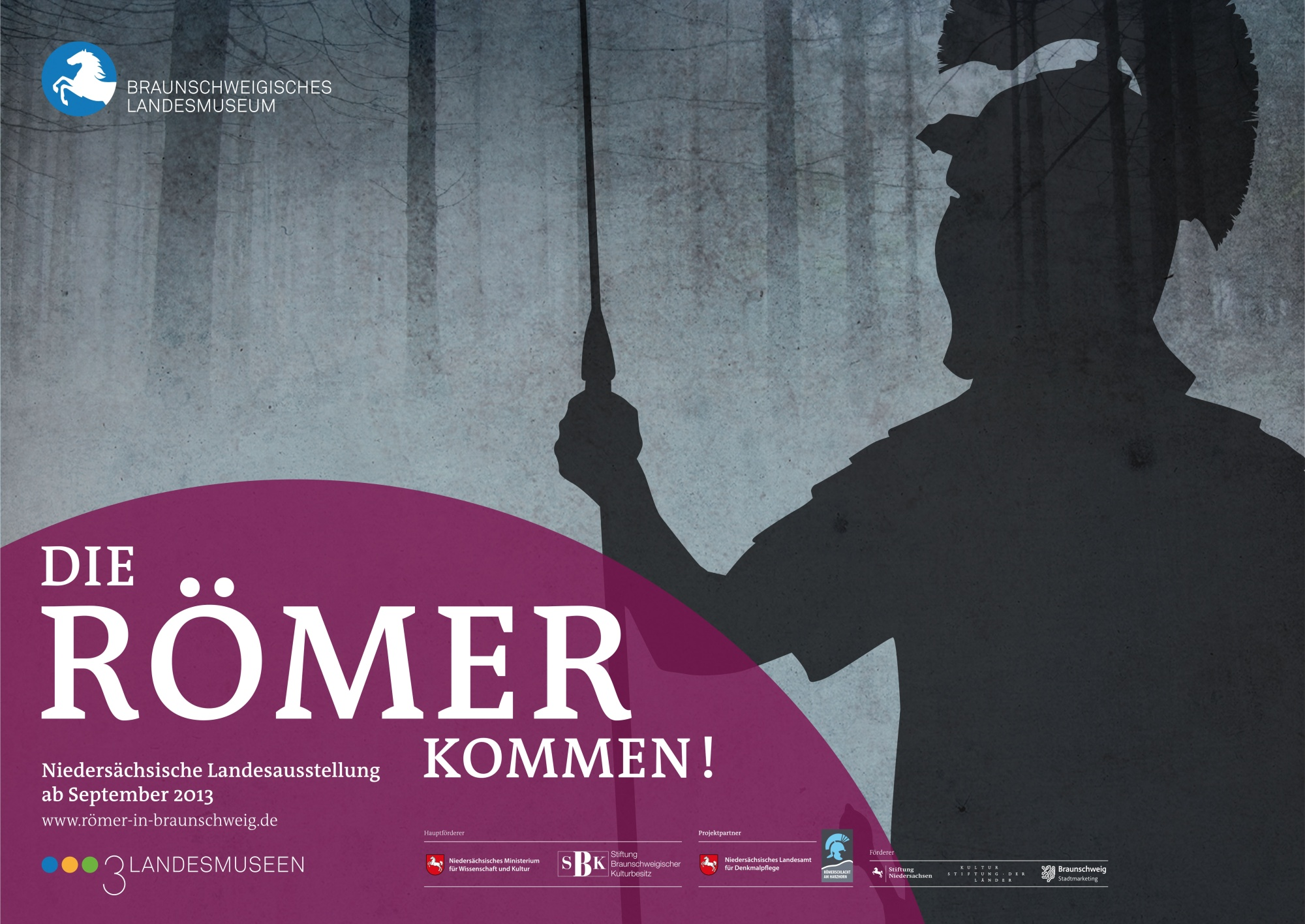
Plakat zur Niedersächsischen Landesausstellung 2013 im Braunschweigischen Landesmuseum